# Charltona interstitalis
Charltona interstitalis là một loài bướm đêm trong họ Crambidae.